# Tears of Steel
Tears of Steel è un cortometraggio (in codice "progetto Mango") live-action/CGI del 2012 prodotto da Ton Roosendaal, scritto e diretto da Ian Hubert. Il film è stato realizzato utilizzando Blender, un software libero di grafica tridimensionale. Come negli altri Blender Open Movie Projects, gli sviluppatori e la comunità hanno lavorato insieme per creare nuove funzionalità del programma, tra cui quelle di camera tracking,  rotoscope, compositing, e color grading, poi incluse nella successiva versione 2.64.
Il film è uscito il 26 settembre 2012 ed è fruibile attraverso licenza di contenuto libero Creative Commons BY (attribuzione).

## Trama
Il cortometraggio, ambientato nel futuro, racconta la disperata vicenda di un gruppo di soldati e scienziati che, nascosti nella Oude Kerk, ad Amsterdam, cercano di riprodurre un evento cruciale del passato per fermare un attacco di robot.